# Fløjlsgræs
Fløjlsgræs (Holcus lanatus) er et 20-60 cm højt græs med tueformet vækst. Det er meget almindeligt i Danmark på fugtige enge og ved vejkanter. Planten tåler og trives endda godt med hyppig slåning eller nedbidning

## Beskrivelse
Stænglerne er opstigende eller helt oprette, dunhårede og rødligt eller violet årede ved grunden. Hver stængel har 2-3 knæ. Bladskederne er runde (”oppustede”) og nøgne eller tyndt behårede. Bladene er linjeformede og tilspidsede, flade og tæt dunhårede. Begge bladsider er grågrønne til hvidligt grønne.
Blomstringen sker i juni-juli, hvor man finder blomsterne siddende i småaks, der er samlet i toppe, som er meget tætte og hvidlige. Småakset har to blomster: en nedre, som er tvekønnet, og en øvre, der er hanlig. I modsætning til krybende hestegræs har stakken ved modenhed en krogformet spids og er indeholdt i småakset. Frugterne er nødder. Størrelsen af Fløjlsgræs kan angives som 0,50 x 0,25 m (50 x 25 cm/år).
Rodnettet består af en tæt klump af trævlerødder. .

## Voksested
Fløjlsgræs er udbredt i Nordafrika, Mellemøsten, Kaukasus og Europa. I Danmark er den især almindelig på mager jord.
På våde enge, som bliver slået regelmæssigt, findes arten i Danmark sammen med bl.a. hjertegræs, vibefedt, europæisk engblomme, blåtop, bredbladet kæruld, butblomstret siv, dyndpadderok, engrottehale, engrævehale, engsvingel, engtroldurt, gul fladbælg, gul frøstjerne, gul star, gåsepotentil, kantet kohvede, katteskæg, kærtidsel, kærtrehage, majgøgeurt, rød kløver, skedestar, trævlekrone og vild hør
.
| Portal | Portal:Botanik |